# Hippocampus (hersenen)
De hippocampus, ook wel het zeepaardje, is een belangrijk deel van de hersenen. Hij is gelegen aan de binnenzijde (het mediale vlak) van de slaapkwab, tegen de gyrus parahippocampalis aan. Bij mensen en andere zoogdieren is er één hippocampus aanwezig in beide hersenhelften. De structuur is vernoemd naar het zeepaardje, ofwel de hippocampus, vanwege de gekromde vorm. De hippocampus maakt anatomisch gezien deel uit van het limbische systeem samen met onder andere de hypothalamus en de amygdala.
Bij de ziekte van Alzheimer en andere vormen van dementie is de hippocampus een van de eerste structuren in de hersenen die wordt getroffen. De eerste gevolgen van schade aan de hippocampus bestaan onder andere uit kortetermijngeheugenverlies en desoriëntatie. Schade aan de hippocampus kan ook ontstaan door zuurstofarmoede, encefalitis, of temporalekwabepilepsie. Wanneer iemand ernstige schade heeft in beide hippocampi, kan er anterograde amnesie ontstaan, wat inhoudt dat iemand niet meer in staat is nieuwe herinneringen te vormen.

## Anatomie
Het bovenste gekromde deel van de hippocampus wordt de ammonshoorn (cornu Ammonis, afgekort CA) genoemd. De schors van de ammonshoorn bestaat uit vier kerngebieden, CA1, CA2, CA3 en CA4. De schors van CA1, CA2 en CA3 bevat voornamelijk piramidecellen. Het onderste deel van de hippocampus heet de gyrus dentatus. Deze is praktisch geheel met het onderste deel van de ammonshoorn versmolten. De gyrus dentatus bevat voornamelijk korrelcellen. De hippocampus ontvangt prikkels uit de temporale schors en uit de gyrus cinguli via de entorinale schors, die ook uit piramidecellen is opgebouwd. De entorinale schors ontvangt tegenprikkels uit de hippocampus via het subiculum, een gebied dat hier vlak boven ligt. Onderzoek heeft aangetoond dat ook in de gyrus dentatus van de hippocampus van volwassenen nieuwe cellen kunnen ontstaan, hoewel hun functie niet geheel duidelijk is.

## Circuits binnen de hippocampus
Er lopen in de hippocampus drie belangrijke excitatoire vezelverbindingen. Dit zijn achtereenvolgens de tractus perforans (in de afbeelding 'perforante pad'), de mosvezels en de collateraal van Schaffer. De afferente vezels van de tractus perforans lopen vanuit het subiculum naar de dendrieten van de korrelcellen in de gyrus dentatus. De axonen van deze korrelcellen maken vervolgens als mosvezels synaptische contacten met de dendrieten van de piramidecellen in CA3. De axonen van de piramidecellen van CA3 splitsen zich in twee richtingen. De axonen van het ene deel verlaten de hippocampus via een uitstulping aan het bovenzijde van de hippocampus, de zogeheten fimbria. De axonen van het andere deel, die gezamenlijk de collateraal van Schaffer wordt genoemd, projecteren naar de piramidecellen van CA1 in de Ammonshoorn. CA1-axonen projecteren ten slotte naar het subiculum. Het verschijnsel langetermijnpotentiëring of LTP is aangetoond door de collateraal van Schaffer elektrisch te prikkelen en de reactie hierop, in de vorm van een toename van de excitatoire synaptische potentiaal, in gebied CA1 te meten. Diverse neurotransmitters zoals acetylcholine, dopamine, serotonine en noradrenaline bereiken de hippocampus via circuits die langs de fornix en het subiculum, de cortex entorhinalis binnendringen.

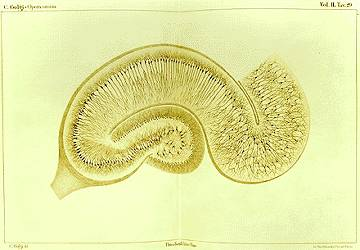
Een tekening van de hippocampus door Camillo Golgi. Het gebied onderaan heet de gyrus dentatus, het gebied bovenaan de Ammonshoorn. Geheel rechts: het subiculum. De uitstulping links heet de fimbria.

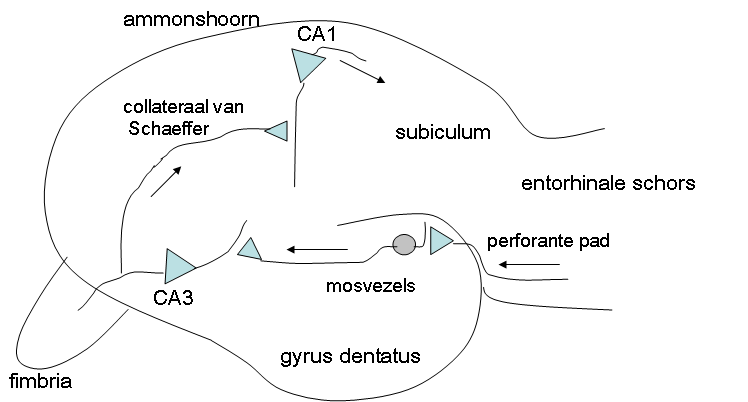
Belangrijkste gebieden en afferente circuits in de hippocampus met velden CA1 en CA3

## Aangrenzende gebieden
Er bestaan diverse wederzijdse verbindingen tussen de hippocampus en de aangrenzende gebieden in de mediale temporale schors. De belangrijksten zijn de cortex parahippocampalis, de cortex perirhinalis en de cortex entorhinalis. Het geheel van hippocampus en deze gebieden wordt ook wel aangeduid als de mediale temporale schors. Zie ook de afbeelding verderop.

## Werking en functie

### Opslag en ophalen van informatie
Onderzoek bij mensen heeft aangetoond dat de hippocampus vooral betrokken is bij het opslaan van nieuwe herinneringen die betrekking hebben op bepaalde feiten of gebeurtenissen. Dit wordt ook wel het expliciete of declaratieve geheugen genoemd. Daarbij lijkt vooral de context van deze gebeurtenissen van belang te zijn, zoals bij gebeurtenissen die zich in iemands persoonlijk leven hebben voorgedaan. Prikkels die interessant of belangrijk bevonden worden, zullen worden opgeslagen in de cortex (het langetermijngeheugen). Dit proces, ook wel consolidatie genoemd, kan soms wel een aantal weken, of langer in beslag nemen. Het is nog onduidelijk in hoeverre de hippocampus een rol speelt bij het bewaren/ophalen van oude herinneringen. Wél bestaat het vermoeden dat de hippocampus betrokken is bij ophalen van herinneringen die nog relatief vers in het geheugen liggen.
Ook is het onduidelijk wat precies de rol van de hippocampus is bij het versterken van neurale verbindingen. Mogelijk is hier sprake van diverse langetermijnpotentiatieprocessen, zowel binnen de circuits van de hippocampus zelf (zie boven) als tussen de neuronen in de hippocampus en de neuronen in de aangrenzende gebieden van de mediale temporale schors. Ook neurotransmitters zoals acetylcholine en noradrenaline spelen hierbij een rol.

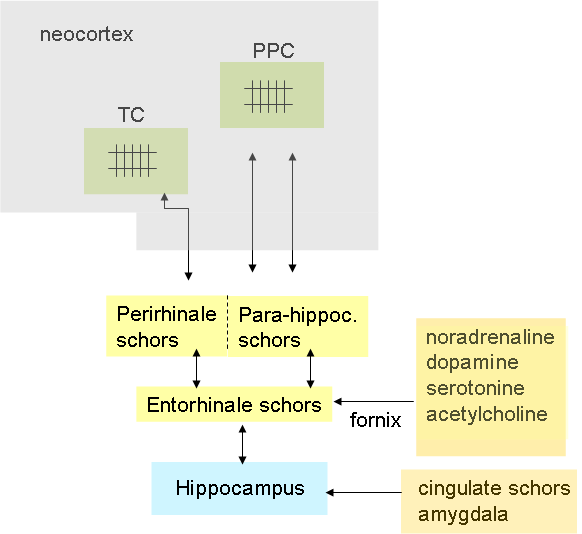
Het hippocampusgeheugensysteem volgens de theorie van Squire en Zola-Morgan. Aangegeven zijn de gebieden rondom de hippocampus, en in de neocortex de cortex parietalis posterior (PPC) en de temporale cortex (TC). Onderaan: de neutransmitters die de cortex entorhinalis via de fornix bereiken, en de voornaamste verbindingen tussen de hippocampus en de gebieden in het limbische systeem.

### Andere gebieden
Behalve de hippocampus zijn namelijk ook de aangrenzende mediale temporale gebieden zoals de eerder genoemde cortex entorhinalis en de cortex parahippocampalis betrokken bij de opslag van nieuwe kennis in de hersenen. Er zijn aanwijzingen uit onderzoek bij mens en dier dat de rol van hippocampus na een relatief korte periode is uitgespeeld, waarna een voortgezet consolidatieproces plaatsvindt in de aangrenzende gebieden en uiteindelijk ook op niveau van intracorticale verbindingen binnen de neocortex zelf. Dit verklaart mogelijk ook waarom bij laesies van de mediale temporale gebieden soms een retrograde amnesie van enkele jaren optreedt: kennelijk is met het volledige proces van informatieopslag in de hersenen een relatief lange periode gemoeid. Een gebeurtenis die bijvoorbeeld een jaar geleden heeft plaatsgevonden, is dan mogelijk nog niet verankerd in het langetermijngeheugen.

### Langetermijngeheugen
De definitieve opslag van kennis in het langetermijngeheugen vindt vermoedelijk niet plaats in de hippocampus zelf, maar hogerop, in gebieden van de neocortex zoals de pariëtale en temporale cortex (zie figuur hiernaast).

### Ruimtelijke oriëntatie
Dieronderzoek met ratten heeft duidelijk gemaakt dat de hippocampus een rol speelt bij het ruimtelijke navigeren en oriënteren. Het is echter nog onduidelijk of bij mensen de hippocampus specifiek betrokken is bij ruimtelijke navigatie, of een meer algemene functie heeft bij de opslag van kennis in het geheugen. Een studie die mogelijk wijst op een specifieke rol bij ruimtelijke oriëntatie is een MRI-onderzoek bij Londense taxichauffeurs van Maguire e.a. Bij taxichauffeurs had het achterste deel van de rechter hippocampus een groter volume dan bij een groep controleproefpersonen. Dit verschil nam bovendien toe met het aantal jaren rijervaring als taxichauffeur.

### Stress
De hippocampus speelt ook een rol bij het stresssysteem van het lichaam, namelijk bij het verlagen van de cortisolspiegel na stressvolle ervaringen. Bij iemand die geregeld gestrest is, duurt het dus langer voor de cortisolspiegel weer op normaal niveau is. Cortisol kan schade toebrengen aan de hippocampus, maar na rust op lange termijn herstelt dit zich weer met behulp van neurogenese.

### Elektroconvulsietherapie (ECT) encelgroei
ECT (stimulatie van de hersenen door een korte stroomstoot) wordt soms bij ernstige depressieve patiënten toegepast. Mogelijk ligt het positieve effect hiervan in de aanmaak van nieuwe zenuwcellen in de hippocampus. Dit is gebleken uit rattenonderzoek van de Zweedse neurobioloog Johan Hellsten. ECT bleek hier de negatieve effecten van stress bij ratten (in de vorm van verlies aan zenuwcellen) voor een deel te repareren, in de vorm van een toename van bloedvaten en aanmaak van nieuwe zenuwcellen in de hippocampus en prefrontale cortex van proefdieren.

## Aandoeningen en laesies
Beschadiging van de hippocampus kan optreden bij een ernstig tekort aan zuurstof (anoxie) in de hersenen, encefalitis en epilepsie van de temporale kwab.
Bij de ziekte van Alzheimer is de hippocampus een van de eerste hersendelen waar de ziekte schade aanricht. Stoornissen in het geheugen en desoriëntatie maken dan ook deel uit van de eerste symptomen van de ziekte van Alzheimer. Beschadigingen van de hippocampus bij een operatieve ingreep, of als gevolg van ernstig zuurstofgebrek kunnen gepaard gaan met een anterograde amnesie, dat wil zeggen een onvermogen om nieuwe gebeurtenissen of feiten te onthouden. Vaak zijn daarbij ook gebieden rondom de hippocampus beschadigd. HM is de afgekorte naam van een patiënt waarbij de gevolgen van een grote laesie uitvoerig door Corkin zijn beschreven. Soortgelijke geheugenstoornissen zijn ook door Squire gevonden bij patiënten met meer specifieke hippocampuslaesies. Daarbij was vooral sprake van beschadiging van het gebied CA1 in de hippocampus. De gevolgen van hippocampuslaesies voor het geheugen bij proefdieren lijken ten slotte in grote lijnen het onderzoek naar patiënten te bevestigen.